# Sinornithomimus
Sinornithomimus (”kinesisk fågelhärmare”), släkte med dinosaurier som är känd från fossil påträffade i norra Kina (Inre Mongoliet), där den tros ha levt under senare delen av den geologiska perioden krita för omkring 90 miljoner år sedan. Sinornithomimus var en tidig representant för familj Ornithomimidae och påminde i likhet med närbesläktade dinosaurier om en nutida struts i kroppsformen. Den är känd från flera skelett som påträffades tillsammans i en fossil benbädd under en utgrävningsexpedition 1997 och beskrevs som ett nytt släkte 2003.

## Beskrivning

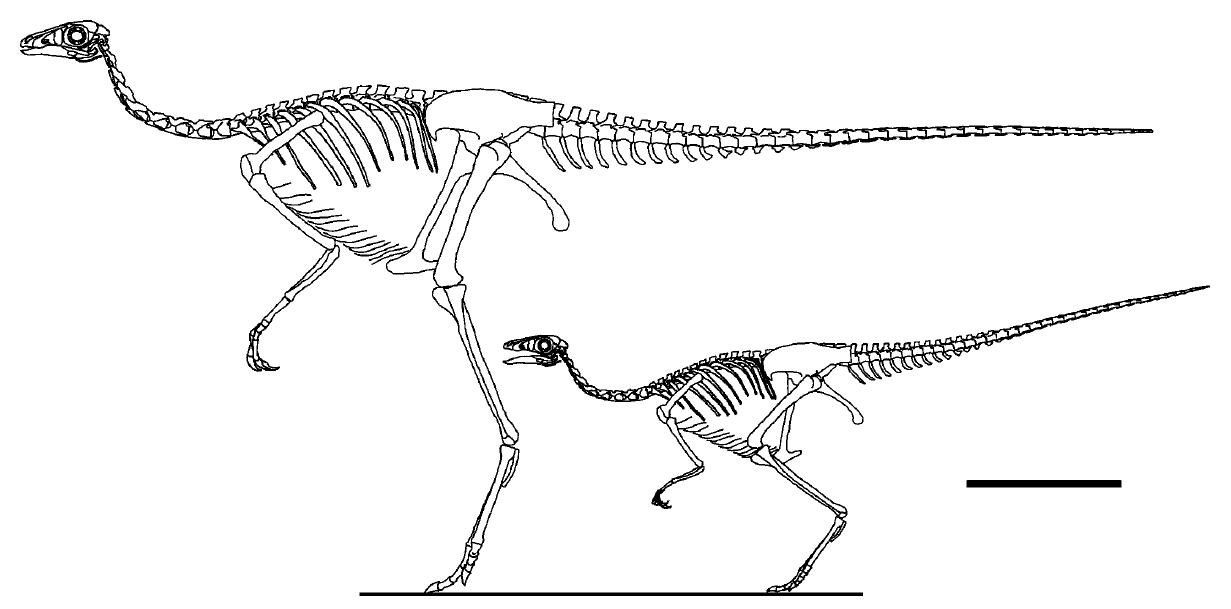
Illustration av två skelett från Sinornithomimus.

Sinornithomimus storlek i jämförelse med en människa.

Sinornithomimus var en typisk ornithomimosaurie. Den gick på långa, kraftiga bakben med tretåiga, kloförsedda fötter och balanserade upp kroppen med en långsmal svans. Den hade ganska lång hals och litet huvud med stora ögon och spetsig, tandlös näbb. Sinornithomimus tycks ha varit litet mindre än de mer kända släktingarna Ornithomimus och Struthiomimus. Fossilet efter holotypen (IVPP-V11797-10) bedöms ha mätt omkring 2,5 meter och ha vägt omkring 45 kilo, men tros inte ha varit riktigt fullvuxen.

## Ekologi
Sinornithomimus levde sida vid sida med flera andra dinosaurier. Forskare har länge varit oense huruvida ornithomimosaurier var köttätare, allätare eller växtätare. Sinornithomimus bedöms dock ha varit växtätare, eftersom flera fossila skelett efter den har bevarats med små stenar (gastroliter) i magen. Bland övriga växtätare i Sinornithomimus ekosystem fanns bland annat den bepansrade Gobisaurus och den tjockskallade Sinocephale, medan köttätarna utgjordes av Chilantaisaurus och Shaochilong. 
Den fossila benbädden som Sinornithomimus är känd från omfattar delar efter mer än 20 olika skelett. Forskare tror att djuren rört sig i en grupp vid strandkanten på en upptorkad sjö, fastnat i gyttjan och dött tillsammans. Inget av skeletten tycks vara efter fullvuxna djur, utan utgörs huvudsakligen av exemplar som bedömts ha dött vid 1-2 års ålder, medan det äldsta var omkring sju år. Forskare har tolkat fyndet som ett bevis för att unga Sinornithomimus bildade större grupper och höll sig undan från vuxna artfränder.